# Uncle John from Jamaica
Uncle John from Jamaica è un singolo del gruppo musicale olandese Vengaboys, pubblicato il 29 maggio 2000 come terzo estratto dall'album The Platinum Album.

## Tracce
CD Singolo
1. Uncle John From Jamaica (Hitradio Mix) – 3:09
2. Uncle John From Jamaica (XXL Version) – 5:11

CD Maxi
1. Uncle John From Jamaica (Hitradio Mix) – 3:09
2. Uncle John From Jamaica (XXL Version) – 5:11
3. Uncle John From Jamaica (Karaoke Version) – 3:01
4. Uncle John From Jamaica (M.I.K.E. Rmx) – 7:21
5. Uncle John From Jamaica (Lock 'N Load Rmx) – 6:42

- Extras:
  - Uncle John From Jamaica (Video) 3:15
  - Making The Video 3:55

## Classifiche

### Classifiche settimanali
| Classifica (2000) | Posizione massima |
| ----------------- | ----------------- |
| Australia         | 45                |
| Austria           | 10                |
| Belgio (Fiandre)  | 14                |
| Francia           | 86                |
| Germania          | 12                |
| Irlanda           | 11                |
| Nuova Zelanda     | 5                 |
| Paesi Bassi       | 7                 |
| Regno Unito       | 6                 |
| Spagna            | 16                |
| Svezia            | 12                |
| Svizzera          | 18                |

### Classifiche di fine anno
| Classifica (2000) | Posizione |
| ----------------- | --------- |
| Belgio (Fiandre)  | 86        |
| Paesi Bassi       | 50        |
| Svezia            | 94        |